# Filippo Antonelli Agomeri
Filippo Antonelli Agomeri (Chieti, 13 luglio 1978) è un dirigente sportivo ed ex calciatore italiano, di ruolo centrocampista, direttore sportivo del Venezia.

## Carriera

### Torino, Monza e L'Aquila
Cresciuto calcisticamente nel Torino, viene ceduto nel 1996 al Monza dove resta fino al 1998. Tuttavia con i lombardi colleziona una sola presenza.
Nel calciomercato estivo del 1998 viene acquistato dal L'Aquila, dove milita una sola stagione realizzando una rete in 26 presenze.
Nel 1999 torna in Lombardia, stavolta indossando la casacca della Pro Patria. Con la maglia biancoblù rimane fino al 2001, collezionando 67 presenze e 4 reti in due stagioni

### Cosenza, Ascoli, Chievo e i prestiti a Messina e Pescara
A settembre 2001 viene prelevato dal Cosenza allenato da Luigi De Rosa e torna così a giocare tra i cadetti. Con la squadra calabrese disputa due campionati: alla prima stagione totalizza 17 presenze mettendo a segno un gol, conquistando una salvezza sotto la guida del tecnico De Rosa, mentre nella seconda stagione gioca con più continuità realizzando due gol in 32 partite. A fine campionato 2002-2003 il Cosenza, retrocesso in C1, viene cancellato da tutti i campionati professionistici e di conseguenza il giocatore si svincola dal club calabrese.
Ne approfitta l'Ascoli che nell'estate del 2003 lo ingaggia facendogli disputare altri due campionati di Serie B. Con i marchigiani conquista a "tavolino" una promozione in Serie A (in conseguenza della vicenda che ha coinvolto il Genoa retrocesso per illecito dopo aver vinto il campionato cadetto)
Dopo 58 presenze e 6 reti con il club bianconero, nel 2005 cambia squadra passando al Chievo in Serie A con cui esordisce in campionato il 30 ottobre 2005 nella gara Chievo-Empoli (2-2). Da allora, con gli scaligeri, non riesce più a scendere in campo e a gennaio 2006 si trasferisce in prestito al Messina dove disputa 11 partite nella massima serie.
A fine stagione rientra al Chievo, sempre in Serie A, ma viene ceduto ancora in prestito, questa volta al Pescara in Serie B, dove ritrova nel mezzo della stagione l'allenatore Luigi De Rosa. Con il Pescara retrocede, ma il suo rendimento è buono mettendo a segno 3 reti in 33 gare.

### Triestina e il prestito all'Albinoleffe
Nel 2007-2008 gioca ancora tra i cadetti: inizia nella Triestina, con cui totalizza 13 presenze
A gennaio del 2008 si trasferisce in prestito all'Albinoleffe con cui gioca 11 partite di B.
A fine stagione viene riscattato alle buste dalla Triestina, dove nella stagione 2008-2009 disputa 39 gare tra i cadetti mettendo a segno 5 reti (tra le quali una realizzata nell'anticipo del venerdì sul campo del Livorno, che ha permesso alla sua squadra di vincere 1-0 e allo stesso tempo ha consentito al Bari di essere promosso matematicamente in Serie A pur senza scendere in campo).

### Bari, il prestito a Torino, Triestina e gli ultimi anni
Scaduto il contratto con la Triestina al termine della stagione 2008-2009, viene ingaggiato a parametro zero dal Bari che così gli dà l'opportunità di tornare a giocare nella massima serie. Con i pugliesi colleziona in campionato solo 4 presenze.
Il 27 gennaio 2010 viene ceduto in prestito al Torino in Serie B, in cambio di Marco Pisano che si trasferisce nella squadra pugliese . In maglia granata gioca 10 partite senza reti all'attivo.
Nell'estate 2010 non viene riscattato dal Torino e quindi torna a Bari, che lo cede alla Triestina, sua ex squadra. Nonostante una discreta stagione, condita da 33 presenze e una rete, il club retrocede.
Nel mercato estivo del 2011 passa al Lumezzane, dove sta una stagione, collezionando 3 reti in 26 presenze
Nel 2012 si trasferisce in Emilia, alla Reggiana, dove sta fino al 2014, realizzando un solo gol e venendo impiegato non molto. Al termine della stagione 2013-2014, si ritira dal calcio giocato,a 36 anni.

### Dopo il ritiro
Nell'estate 2014 diventa direttore sportivo della Pro Patria. Il 24 dicembre dello stesso anno rescinde il contratto con i lombardi.
Nell'estate 2015, viene nominato direttore sportivo del Monza, in Serie D, con cui in sette anni arriva in Serie A. Il 30 novembre 2022 rassegna le dimissioni.
Il 4 dicembre del 2022 viene ufficializzato come direttore sportivo del Venezia.